# Leszek Gardeła
Leszek Gardeła – doktor habilitowany archeologii specjalizujący się w badaniach nad kulturami Skandynawów i Słowian, wierzeniami pogańskimi oraz kulturą materialną wczesnośredniowiecznych społeczeństw Europy Środkowej i Północnej. Koncentruje się na zagadnieniach związanych z symboliką, magią oraz rytuałami w kulturze wikingów, a także na rolach kobiet w tych społecznościach. Jest autorem wielu publikacji naukowych i popularnonaukowych, a jego prace są uznawane zarówno w Polsce, jak i na arenie międzynarodowej.
Gardeła studiował archeologię w Polsce, Norwegii i Szkocji. Obronił doktorat na Uniwersytecie w Aberdeen (2012) i otrzymał habilitację na Uniwersytecie Ludwika i Maksymiliana w Monachium (2023). Jego prace naukowe są oparte na interdyscyplinarnych podejściach, łączących dane archeologiczne z analizą literatury staronordyckiej, antropologią i religioznawstwem. Szczególną uwagę poświęca badaniom nad grobami wikingów, często analizując nietypowe znaleziska, takie jak różdżki obrzędowe, amulety czy inne artefakty związane z rytuałami pogrzebowymi i magicznymi.
Jego prace przyczyniły się do lepszego zrozumienia złożoności wierzeń i praktyk religijnych w społeczeństwach nordyckich, a także do zmiany postrzegania roli kobiet w kulturze wikingów. Wśród jego najbardziej znanych książek znajduje się m.in. Women and Weapons in the Viking World: Amazons of the North, która analizuje rolę i symbolikę kobiet-wojowniczek w świecie wikingów. Jest także autorem pionierskiej monografii w całości poświęconej wikingom w Polsce The Vikings in Poland. Leszek Gardeła aktywnie uczestniczy w międzynarodowych konferencjach naukowych i prowadzi wykłady na uczelniach w Polsce i za granicą.